# DSD

Сравнение с Импульсно-кодовой модуляцией (PCM).

DSD (англ. Direct Stream Digital) — однобитный аудиоформат, разработанный компаниями Sony и Philips, в котором используется кодирование плотностно-импульсной модуляцией (англ. Pulse Density Modulation (PDM), разновидность сигма-дельта-модуляции) и применяется для хранения звукозаписей на оптическом носителе SACD. Изначально предполагался как архивный формат звукозаписывающей компании Sony Music для перевода музыкального архива в цифровой формат.

## Одноразрядное квантование
Аналоговый звуковой сигнал конвертируется в цифровой с помощью дельта-сигма модуляции при частоте дискретизации 2,8224 МГц (в 64 раза больше, чем у CD Audio), с разрешением 1 бит и 4 раза большим битрейтом данных, в отличие от используемых в формате CD 16 бит при частоте 44,1 кГц. Преобразование, при котором отсчёты аналогового сигнала берутся с частотой, многократно превышающей верхнюю граничную частоту сигнала, называется передискретизацией (англ. oversampling).
Избыточность дискретизации способствует уменьшению шума квантования, являющегося продуктом процесса квантования аналогового сигнала по времени. При равномерном  законе распределения спектра шума квантования его модуль спектральной плотности мощности уменьшается благодаря увеличению частоты Найквиста (Котельникова) при передискретизации, то есть шум распределяется на более широкую полосу частот. При этом мощность шума в частотном диапазоне, занимаемом полезным сигналом, уменьшается пропорционально повышению частоты дискретизации. Таким образом, отношение сигнал/шум увеличивается, когда частота дискретизации становится больше. Передискретизация позволяет избежать необходимости предварительного фильтрования и сохраняет гармоники в их первоначальном состоянии (хотя они могут оказаться задавленными шумом квантования, особенно на высоких частотах). Фазовая характеристика становится более схожей с высокочастотной характеристикой аналоговых систем.

Спектр шума квантования сигма-дельта модулятора первого порядка (линия 1), второго порядка (2) и третьего порядка (3). Область частот полезного сигнала закрашена жёлтым и зелёным.

Чтобы иметь ещё меньший уровень шумов в пределах частотного диапазона полезного сигнала, дельта-сигма модуляция применяет технологию формирования шума (англ. noise shaping), которая перемещает большую часть шумов за пределы слышимого диапазона. Формирование шума является основой уменьшения шума квантования сигнала в области полезных частот. Без неё избыточность дискретизации не давала бы значительного прикладного эффекта. Полученные одноразрядные синхронные импульсы записываются напрямую на носитель.
Значение амплитуды аналогового сигнала в каждый момент представляется в виде плотности импульсов, из-за чего этот метод иногда называют плотностно-импульсной модуляцией Pulse-density modulation (PDM).
Цифро-аналоговое преобразование состоит в фильтрации одноразрядного представления для удаления ультразвуковых шумов.

## Преимущества формата
- превосходные частотные и фазовые характеристики;
- более простая коммутация;
- снижение влияния ошибок;
- возможность усовершенствования без ущерба для совместимости носителей.
- однобитный формат DSD не нуждается в кадровой структуре и не требует многоразрядных шин, что даёт несколько важных технических преимуществ:
  - соединение осуществляется одной парой проводников (как в аналоговой технике);
  - нет необходимости создания буфера для хранения многоразрядного слова. Поскольку система одноразрядная, нет также необходимости усложнять её синхронизацией;
  - эффекты задержек отсчётов (джиттер) незначительны, поскольку задержка нескольких отсчётов при передискретизации оказывает на аудиосигнал минимальное влияние, так как даже при самой высокой частоте сигнала составляет малую часть периода; в многоразрядных системах задержка на один отсчёт будет равняться уже половине периода высокочастотных компонентов сигнала.
  - блоки обработки и микросхемы имеют меньше соединений и могут использовать последовательный интерфейс.
- DSD способен обеспечить динамический диапазон 120 дБ от 20 Гц до 20 кГц. Значительное повышение уровня шума происходит за границей слышимого диапазона свыше 20 кГц[3].

## Форматы
Для возможности записи, минуя преобразования в ИКМ, в 2000 году был разработан файловый формат DSDIFF (англ. Direct Stream Digital Interchange File Format)
Для снижения занимаемого дискового пространства и для уменьшения полосы передачи, необходимых для DSD, применяется сжатие звука без потерь DST (англ. Direct Stream Transfer ). В 2005 году DST стандартизован как MPEG-4 Аудио стандарт (ISO/IEC 14496-3:2001/Amd 6:2005 — Кодирование без потерь звука с передискретизацией). В 2007 году была опубликована эталонная реализация MPEG-4 DST как ISO/IEC 14496-5:2001/Amd.10:2007.
Некоторые профессиональные звукозаписывающие системы могут производить запись непосредственно в DSD. Для высококачественной записи выпускаются модели со 128-кратной передискретизацией, так что частота дискретизации получается равной 5,6 МГц, как, например, Korg MR-1000. Разработаны и более продвинутые форматы DSD - DSD128, DSD256, DSD512 со 128-, 256- и 512-кратным превосходством в частоте семплирования, соответственно, в сравнении с CD (44,1 кГц) вплоть до 22 579,2 кГц, что в 8 раз выше классического DSD (2 822,4 кГц).
Из-за невозможности обработки сигнала формата DSD без преобразования в другой формат в 2004 году компанией Digital Audio Denmark был разработан ИКМ-формат для записи и обработки звука DXD с разрядностью квантования 24 или 32 бита и частотой дискретизации 352,8 кГц.

## Распространение
- Используется в носителях SACD
- DSD-диск — оптический диск (DVD-R, DVD+R, DVD-RW или DVD+RW), содержащий файлы DSD с расширением *.DSF, который может проигрываться на компьютере или другом оборудовании, поддерживающем воспроизведение этих файлов. Содержит аудиофайлы высокого разрешения с частотой дискретизации 2822,4 кГц. Качество аудиозаписи на DSD-диске такое же, как на SACD. Фирмой Sony разработана спецификация под названием DSD Disc Format, которой пользуются некоторые звукозаписывающие фирмы для выпуска DSD-дисков. Этот формат является открытым, и при наличии специального ПО такой диск может быть подготовлен в бытовых условиях и содержать файлы DSD, полученные, например, через Интернет.
  - С 2011 года в Интернете стали распространяться аудиофайлы DSD, имеющие расширение DFF или DSF. С помощью специального ПО и ЦАПа они могут воспроизводиться на компьютере либо могут быть преобразованы в ИКМ-файлы для последующего прослушивания[8].

## Будущее формата
В начале 2014 года AudioFEEL предлагает проект, комбинирующий качества DSD формата и SD-медианосителя. По замыслу, будет создан новый «популярный» медиаформат, превосходящий оптические форматы прошлого (DVD, CD, SACD и т. д.).

Из-за недостатка интереса к формату DSD проект будет переименован в DA[SD]. Первый плеер, совместимый с данным форматом — d-play, будет поддерживать DSD64 и DSD128, также PCM/Flac от 16/44.1 до 24 бит/192 кГц.